# Rebekah Del Rio

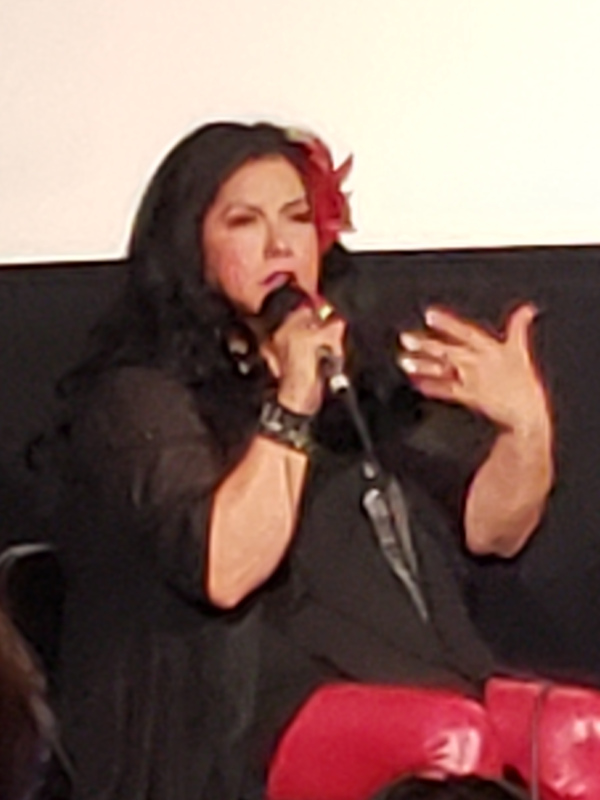
Rebekah Del Rio (2021)

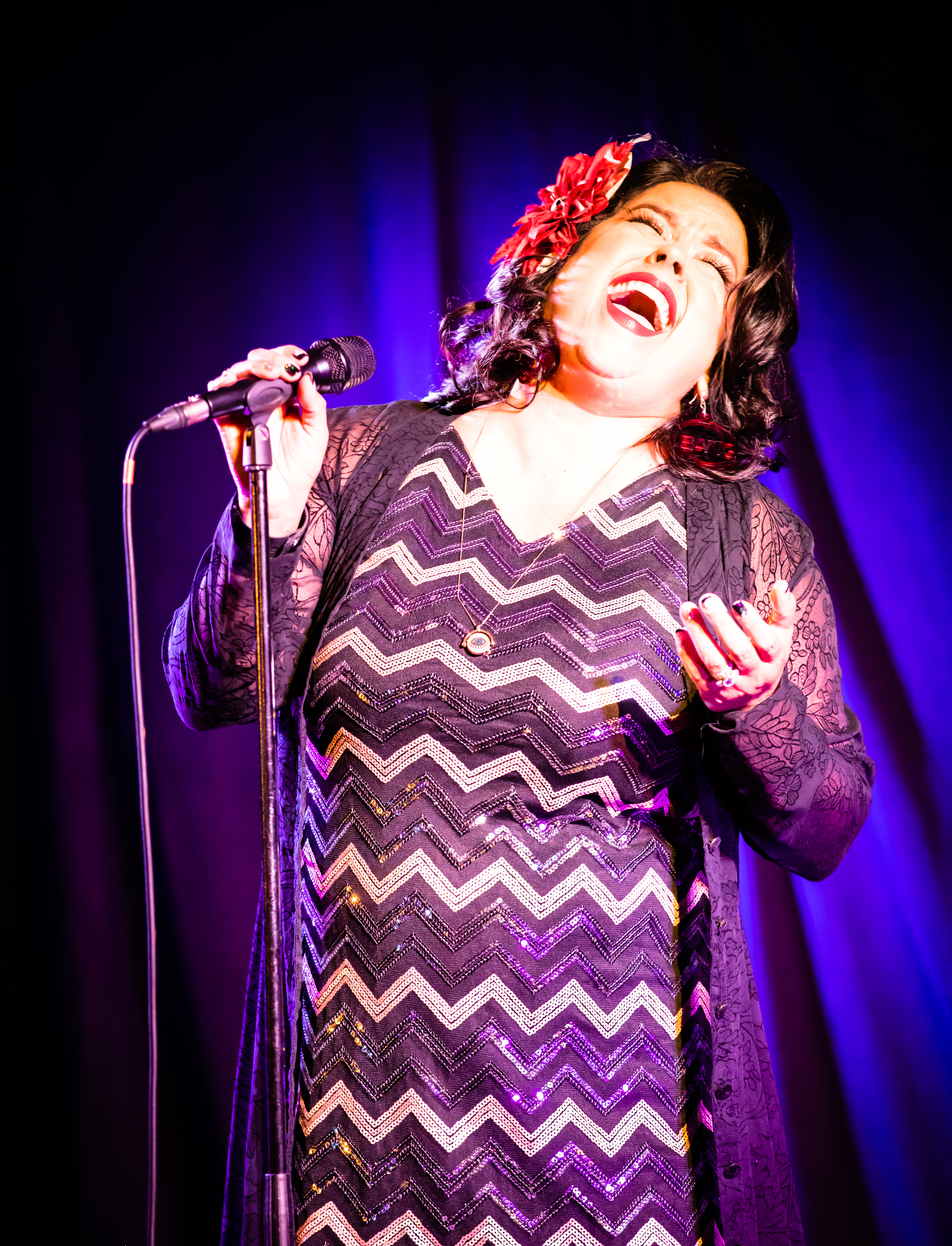
Rebekah Del Rio (2018)

Rebekah Del Rio (* 10. Juli 1967 in Chula Vista, Kalifornien; † 23. Juni 2025 in Los Angeles) war eine US-amerikanische Sängerin, Songwriterin und Schauspielerin. Sie ist vor allem für ihren Auftritt im Mystery-Thriller Mulholland Drive – Straße der Finsternis von David Lynch bekannt.

## Leben
Rebekah Del Rio kam im südkalifornischen Chula Vista zur Welt und wuchs in San Diego auf. Sie war mexikanischer, italienischer und sephardischer Abstammung. Aus Karrieregründen verbrachte sie mehrere Jahre in Nashville, ehe sie nach Los Angeles zurückkehrte. Ihr 1986 geborener Sohn Phillip Craig DeMars erlag 2009 einer Krebserkrankung. Im Dezember 2012 ließ sich Del Rio selbst einen Hirntumor operativ entfernen, um einer Sehbehinderung vorzubeugen.
Während der COVID-19-Pandemie geriet sie in finanzielle Schwierigkeiten. Als Folge einer missglückten Biopsie konnte sie keine Treppen steigen und musste ihre Wohnung aufgeben, um in einem umgebauten Mietwagen zu schlafen. Nach einem Jahr der Obdachlosigkeit nahm sie Sozialleistungen in Anspruch und bezog eine Einzimmerwohnung.
Del Rio starb aus bislang ungeklärter Ursache am 23. Juni 2025 in ihrem Zuhause in Los Angeles im Alter von 57 Jahren.

## Karriere
Del Rio begann im Alter von drei Jahren mit dem Singen. Ihren ersten Auftritt hatte sie im Rahmen einer Hochzeitsfeier im Familienkreis. Zu Beginn ihrer Karriere war Crying von Roy Orbison eines der ersten Lieder, das sie in ihr Repertoire aufnahm. Als 1995 die bekannte Tejano-Sängerin Selena ermordet wurde, widmete Del Rio ihr eine von der venezolanischen Musikerin Thania Sanz übersetzte spanische Version mit dem Titel Llorando. In der Country-Metropole Nashville unterschrieb sie daraufhin einen Plattenvertrag mit Giant Records und brachte 1998 ihr Debütalbum Nobody’s Angel heraus. Der Titeltrack wurde ein Hit in den Niederlanden. Nachdem die Aufnahme ihres zweiten Albums 500.000 Dollar gekostet hatte, kam es zu einem Wechsel in der Führungsetage des Labels und die Veröffentlichung wurde auf unbestimmte Zeit verschoben. Sie fokussierte sich danach auf Latin Jazz und andere Genres.

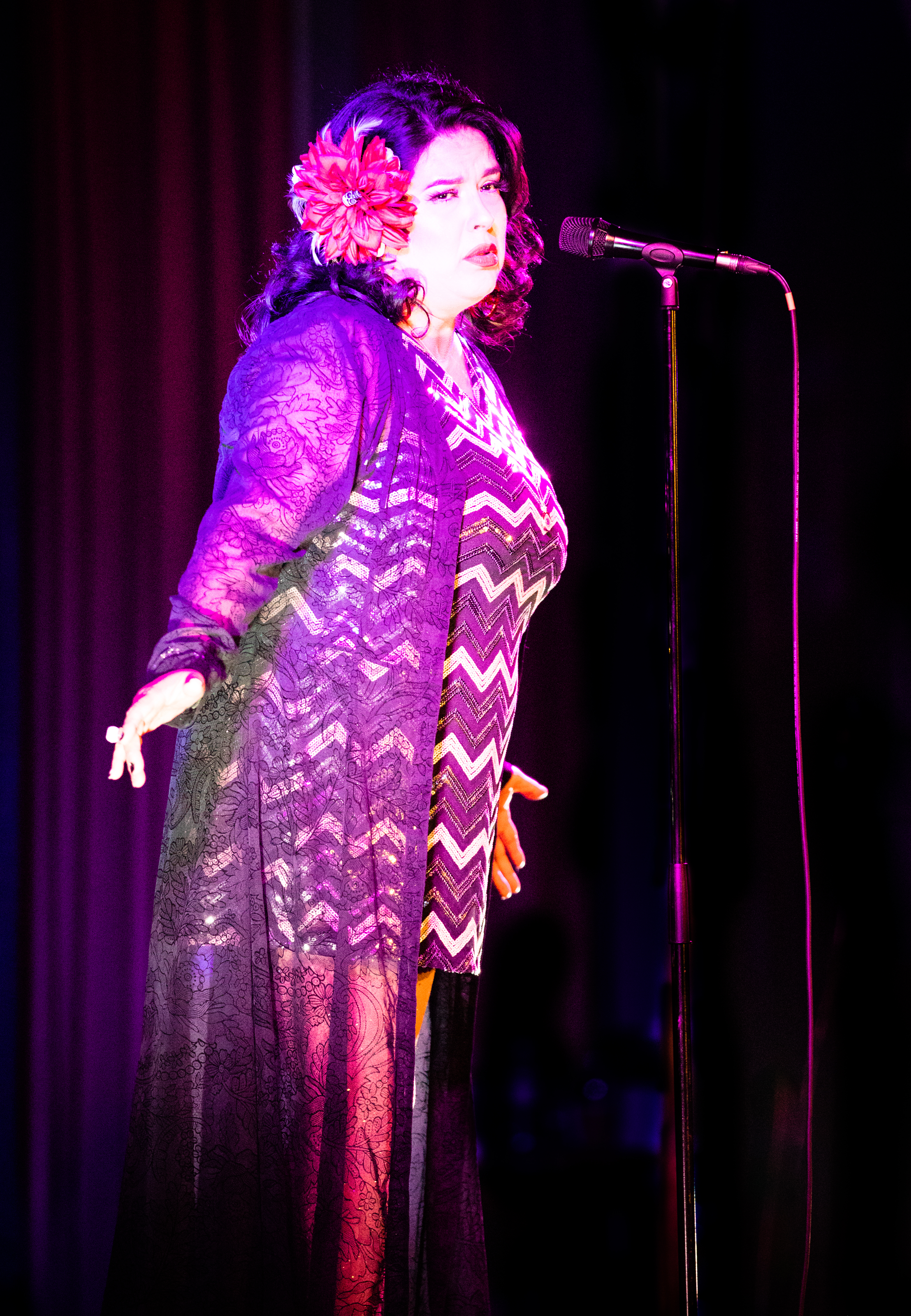
Del Rio auf dem Twin Peaks Festival UK (2018)

Ein gemeinsamer Agent machte Rebekah Del Rio mit Regisseur David Lynch bekannt, der von ihrer Stimme derart beeindruckt war, dass er ihr eine Nebenrolle in seinem Film Mulholland Drive – Straße der Finsternis gab. Ihr dreieinhalbminütiger Auftritt wurde im Tower Theatre in Downtown L.A. aufgezeichnet, das im Film als „Club Silencio“ dient. Del Rio sang ihren bekanntesten Titel Llorando live und a cappella in Anwesenheit der beiden Hauptdarstellerinnen Laura Harring und Naomi Watts. Die Szene, in der die Sängerin in Ohnmacht fällt, ohne dass ihr Gesang verstummt, gilt als Schlüsselmoment des Films und Überleitung zwischen Hollywood-Traum und brutaler Realität der Hauptfigur.
Nach dem Erfolg von Mulholland Drive wirkte Del Rio bei weiteren Filmproduktionen mit, unter anderem mit einer Rolle im Kurzfilm Rabbits und als Sängerin an der Comicverfilmung Sin City. 2002 trat sie neben Stars wie Elton John, Nina Simone und James Taylor im Rahmen des alljährlichen Benefizkonzerts zugunsten der Rainforest Foundation in der Carnegie Hall auf. 2003 veröffentlichte sie ihr zweites Album All My Life – Toda mi vida. Danach arbeitete sie erneut mit David Lynch zusammen und vertonte sein Gedicht No Stars. Das Lied wurde Teil ihres 2011 erschienenen dritten Studioalbums Love Hurts ♥ Love Heals, das sie mit Produzentin/Songwriterin Heather Holley und Cellist Dave Eggar aufnahm. Im selben Jahr sang sie gemeinsam mit dem Pop-Opernquartett Il Divo eine Version von Llorando ein.
Auf eigene Initiative hin war Rebekah Del Rio 2017 mit No Stars in Episode zehn der dritten Staffel von Twin Peaks zu sehen. Nach gesundheitlichen Problemen infolge eines Autounfalls kollaborierte sie 2021 mit Danny Elfman und begab sich anlässlich des Zwanzigjahrjubiläums von Mulholland Drive auf die „No hay banda“-Tour durch die USA. Sie beschloss ihre Konzerte mit Leonard Cohens Hallelujah.

## Stil
Rebekah Del Rio verfügte über einen Stimmumfang von drei Oktaven. Nachdem sie ihre Karriere in der Country-Musik begonnen hatte, wandte sie sich später Stilrichtungen wie Latin Jazz und Easy Listening zu. Ihre oft traurigen Lieder, die sie sowohl mit kraftvoller Stimme als auch gehaucht vortrug, befassen sich mit zerflossenen Träumen und dem Unfrieden in Städten, die gemeinhin mit dem „amerikanischen Traum“ assoziiert werden. Der Titel Betty Blue beispielsweise verarbeitet das Schicksal der „schwarzen Dahlie“ Elizabeth Short. Angelica Frey vom Guardian sieht darin eine Parallele zum Werk von David Lynch und nennt Del Rio neben Julee Cruise die wichtigste „musikalische Muse“ des Filmemachers.

“My voice lends itself to that sadness because I carry a lot of that grief inside.”

„Meine Stimme eignet sich für diese Traurigkeit, weil ich eine Menge von diesem Kummer in mir trage.“

## Diskografie
Studioalben
- 1998: Nobody’s Angel
- 2003: All My Life – Toda mi vida
- 2011: Love Hurts ♥ Love Heals

Singles
- 1998: Nobody’s Angel
- 2001: Llorando (Roy-Orbison-Cover)
- 2011: No Stars

Gastbeiträge
- 2011: Llorando (mit Il Divo)
- 2021: We Belong (mit Danny Elfman)

## Filmografie
- 2001: Mulholland Drive – Straße der Finsternis (Mulholland Drive)
- 2002: Rabbits (Kurzfilm)
- 2005: Sin City
- 2006: Southland Tales
- 2016: Humanoid – Der letzte Kampf der Menschheit (2307: Winter’s Dream)
- 2017: Twin Peaks (Fernsehserie, 1 Episode)
- 2018: This Teacher